# Clay Morrow
Clarence "Clay" Morrow é um personagem fictício da série de televisão Sons of Anarchy, exibida no canal FX. Ele é interpretado por Ron Perlman. Morrow é um dos membros originais do grupo "First 9" do Sons of Anarchy Motorcycle Club Redwood Original (SAMCRO), mas não é um dos membros fundadores. Ele é o ex-presidente internacional do Sons of Anarchy Motorcycle Club. No entanto, durante a quarta temporada, Clay envolve o clube no tráfico de drogas com o cartel para sua própria proteção, mostrando indecisão em sua lealdade e, gradualmente, revelando-se um dos antagonistas da história. Seu personagem é baseado no Rei Cláudio, o Rei da Dinamarca e tio e padrasto do Príncipe Hamlet, da peça Hamlet de William Shakespeare.

## Biografia
Clarence "Clay" Morrow nasceu em 14 de fevereiro de 1949 (paradeiro desconhecido, embora na 4ª temporada ele já fosse residente de Charming, Califórnia, há "31 anos"), e tem 59 anos na 1ª temporada. Em 1968, ele foi um dos nove membros convidados a ingressar no Sons of Anarchy Motorcycle Club. Era o mais jovem dos First 9, e um dos apenas três que não eram veteranos de guerra. No entanto, mais tarde, ele serviu no exército, ingressando no Exército Aerotransportado em 1969 e servindo no Vietnã até 1972. Ele comemora seu serviço com uma tatuagem em seu braço esquerdo e exibindo o patch de paraquedista em seu colete.
Quando voltou do Vietnã, ele se reconectou com o clube e foi aceito como membro (foi "patched in"). Junto com John Teller, o presidente do clube, ele abriu a oficina automotiva Teller-Morrow. Na década de 80, ele viajou para a Irlanda do Norte, juntamente com JT e Keith, devido a problemas do IRA (Exército Republicano Irlandês) na cidade natal de Keith, Shortstrand, um subúrbio de Belfast. Ele foi o que mais defendeu o negócio de contrabando de armas nos Estados Unidos, enquanto JT era mais contra. Ele foi responsável por vários assassinatos durante a Guerra SAMCRO-Mayan, que começou no início dos anos 90. Uma de suas vítimas foi Lowell Harland, Sr., um mecânico da oficina que se tornou informante do ATF (Agência de Álcool, Tabaco, Armas de Fogo e Explosivos).
John Teller faleceu em 1993, e Clay o sucedeu como presidente da Filial-Mãe do clube, sediada em Charming, devido à saúde debilitada de Piney e sua incapacidade de assumir a presidência. Ele se casou com a viúva de John, Gemma Teller, no meio da década de 1990. Ela adotou o sobrenome dele, tornando-se Gemma Teller Morrow, e ele adotou o filho deles, Jackson "Jax" Teller. Jax cresceu e se tornou o vice-presidente de Clay. Sob o comando de Morrow, o SAMCRO se tornou mais uma organização criminosa do que antes, o que desagradava Jax.
Em seu colete, ele usa patches que dizem "Presidente", "First 9", "Unholy Ones" e "Men of Mayhem" (ou "Homens do Ceifeiro"). Ele já cumpriu uma pena de prisão não especificada. Sua última condenação criminal antes do início da série foi de pelo menos sete anos. Ele afirma para a Agente Stahl que não foi acusado de nada relacionado a armas, ou qualquer outra coisa, há tanto tempo. Pode-se presumir que sua condenação anterior estava relacionada a armas, já que outros membros tiveram condenações semelhantes na mesma época. Clay provou ser um lutador habilidoso, capaz de enfrentar oponentes mais jovens e até se sair bem contra Jax várias vezes, mas perdeu devido à sua idade avançada, que o tornou mais lento.

## Desenvolvimento
Originalmente, Scott Glenn foi escolhido para interpretar o papel de Clay Morrow e o primeiro episódio piloto foi filmado com ele. No entanto, o criador da série, Kurt Sutter, decidiu seguir uma direção diferente com o personagem e colocar Ron Perlman no papel, e as cenas de Clay foram regravadas para o episódio piloto que foi ao ar.